# Ada de Escocia
Ada de Escocia (m. después de 1206), también Ada de Huntingdon, fue una noble perteneciente a la casa real escocesa que se convirtió en condesa de Holanda por su matrimonio con Florencio III.

## Biografía
Ada nació en Escocia. Fue la hija de Enrique de Huntingdon (1114–1152) y Adeline de Varenne (m. h. 1178). Enrique era el hijo del rey David I de Escocia y Matilde de Huntingdon. Entre los hermanos de Ada se encontraban Malcolm IV, Guillermo el León y David de Escocia, conde de Huntingdon.

### Condesa de Holanda
En 1162, el abad de Egmond le pidió la mano en matrimonio para el conde Florencio III de Holanda (h. 1141–1190). Ada y el abad viajaron juntos a Holanda, donde tuvo lugar la ceremonia nupcial, probablemente en Egmond, el 28 de agosto de 1162. Como regalo de bodas, Ada recibió el condado de Ross, situado en las Tierras Altas escocesas.
Ada no participó de manera activa en el gobierno del condado de Holanda, pero de vez en cuando aparecía su nombre en los documentos. Florencio era un fiel al aliado del emperador Federico I, y solía acompañarle a las batallas. El cronista holandés Melis Stoke afirma que Ada apoyó a su hijo en la guerra contra Guillermo de Cléveris durante la guerra de sucesión. Además, se sabe que leía en latín. Ada falleció después del año 1206, y, es probable que recibiera sepultura en la abadía de Middelburg, a la que ya había realizado donaciones de 64 libras.
Ada y Florencio tuvieron unos 11 hijos, de los cuales algunos murieron jóvenes.

## Descendencia
1. Ada de Holanda (m. después de 1205). En 1176, se casó con el margrave Otón I de Brandeburgo.
2. Margarita de Holanda (m. después de 1203). En 1182, se casó con el conde Teodorico IV de Cléveris.
3. Teodorico VII de Holanda (m. 4 de noviembre de 1210).
4. Guillermo I de Holanda (m. 4 de febrero de 1222).
5. Florencio de Holanda (m. 30 de noviembre de 1210), obispo de Glasgow.
6. Balduino de Holanda (m. 1204).
7. Roberto de Holanda.
8. Beatriz de Holanda.
9. Isabel de Holanda.
10. Eduviges de Holanda.
11. Inés de Holanda (m. 1228), abadesa de Rijnsburg.